# Yeşil Deniz
Yeşil Deniz (em português: Mar verde)  é uma telenovela turca, produzida pela TFT Film e emitida pela TRT 1. Tem um tom humorístico e é uma comédia.
As personagens principais são: İsmail (Burak Serdar Şanal), Macgyver Süleyman (Mert Turak), Müezzin Cemil (Burak Alkaş), Emin (Ali Barkın), Üsen (İlker Aksum) e Sibel (Güneş Sayın).
A telenovela é rodada nas povoações de Birgi, de Ödemiş, de Bozdağ de Esmirna.